# 永州市第四中学
永州市第四中学（直译：「No.4 High School of Yongzhou」）位于中华人民共和国湖南省永州市冷水滩区西区路166号，为永州市公立学校，是湖南省示范性普通高中之一。

## 历史
1943年，“私立芝城中学”建立，地址在永州府城隍庙（今永州市零陵区）。
1952年，“私立芝城中学”更名为“零陵县第四初级中学”，收归国有，搬迁到文庙。
1958年，“零陵县第四初级中学”更名为“零陵县第四中学”。
1966年，文化大革命爆发，“零陵县第四中学”更名为“东方红中学”，1975年，搬迁到东门岭。
1985年，“东方红中学”更名为“冷水滩市第四中学”。
1996年，“冷水滩市第四中学”更名为“永州市第四中学”。

## 校友
从1984年至2010年，考取清华、北大的学生达39人。毕业生高校毕业后留学外国的达1000余人之多，获博士学位者近420人。
2000至2005年，在省市级各类奥赛中有60多人学生获奖；参加省市级以上体育竞赛，获金牌73枚、获银牌56枚，为高一级学校输送180名优秀体育人才；有90多名美术特长生被高校录取。

### 著名校友
- 秦光荣，中共云南省委原書記，原中国共产党第十五、十六届中央候补委员，第十七、十八届中央委员。
- 李金恒，湖南大学教授。
- 唐建石，清华大学集成电路学院副教授。
- 李铁风，浙江大学航空航天学院教授、博士生导师，共青团浙江省委副书记。

## 奖项
永州四中先后荣获“湖南省重点中学”、“省现代教育技术实验学校”、“省传统体育项目学校”、“省园林式单位”、“全国群众体育先进单位”、“省高考优秀考点”、“全国计算机辅助教学先进单位”、“全国‘十五’教育规划课题实验学校”、“省绿色学校”、“湖南省未成年人保护先进单位”、“省精神文明先进单位”等荣誉奖项。
2023年5月，荣获“优秀生源基地”称号。
2023年6月，入选首批全国健康学校建设单位名单。